# Polestones

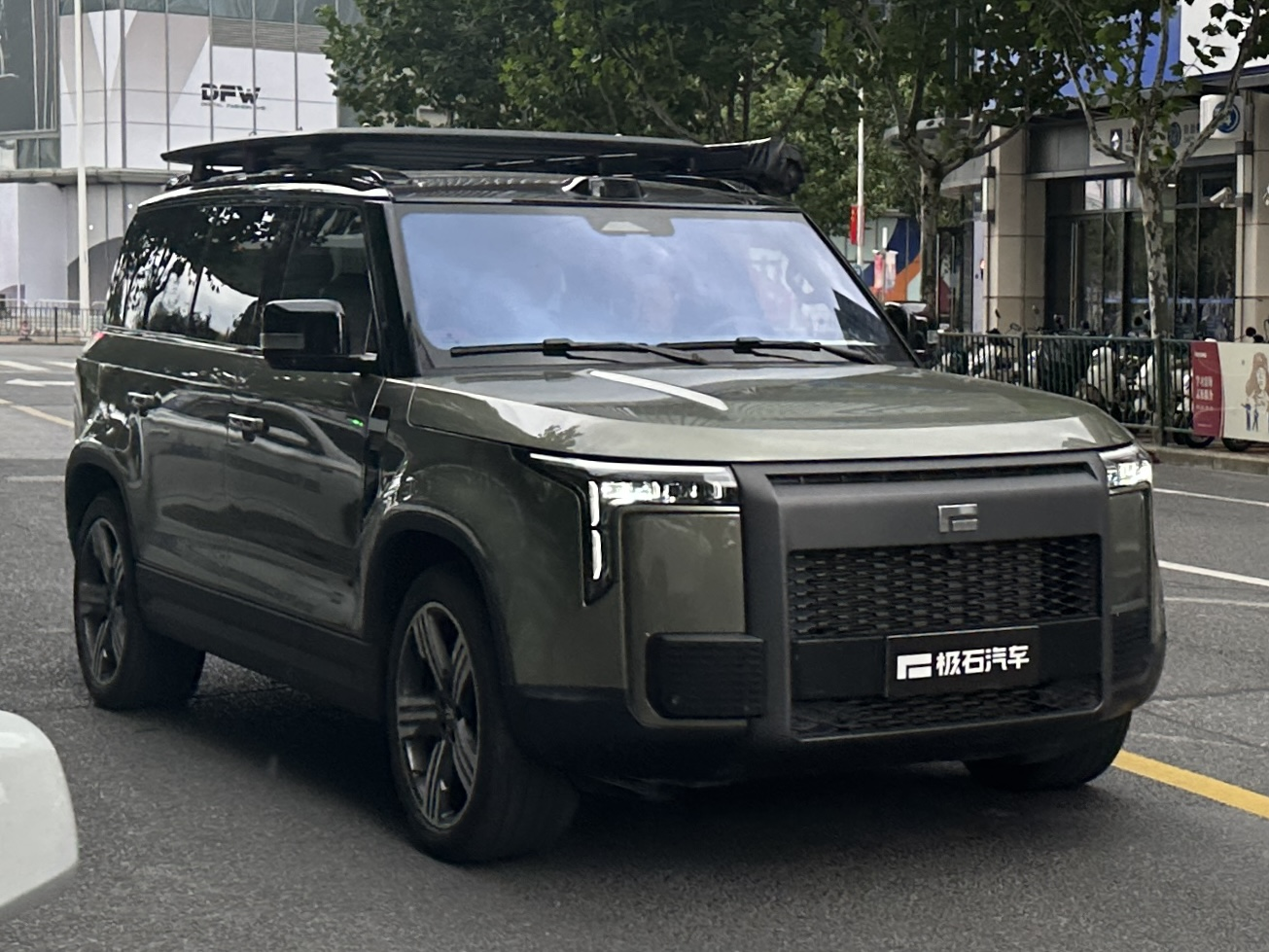
Polestones 01

Polestones Automobile ist eine Marke für neue Energiefahrzeuge, die gemeinsam von Luoke Intelligent, der Fortune 500 Weiqiao Entrepreneurship Group und BAIC Manufacturing gegründet wurde. Am 22. August 2023 brachte Polestones den Luxus-SUV Polestones 01 auf den Markt. Im November 2024 wurde der Verkauf in Russland angekündigt, wobei die Fahrzeuge hier unter der Marke Rox angeboten werden sollen.

## Modelle

### Polestones 01
Das Modell Polestones 01 hat einen robusten Designstil mit quadratischer Form. Es ist mit einem geschwärzten Kühlergrill ausgestattet, zur Verschönerung sind dem Kühlergrill schwarze Zierstreifen hinzugefügt und es kommt ein neues Stilmarken-Logo zum Einsatz. Die Karosserielänge, -breite und -höhe betragen 5295 × 1980 × 1869 mm und der Radstand beträgt 3010 mm. Er ist als großer SUV positioniert.